# Deuxième circonscription de Lille
La deuxième circonscription de Lille était une circonscription législative française que comptait le département du Nord sous la  Troisième République de 1876 à 1885, de 1889 à 1902, de 1902 à 1919 et de 1928 à 1940.

## La circonscription de 1876 à 1885

### Description géographique et démographique
La deuxième circonscription de Lille était située à la périphérie de l'agglomération lilloise. Située entre la Belgique et le Pas-de-Calais, la circonscription est centrée autour de la ville de Lille. 
Elle regroupait les divisions administratives suivantes : canton de Lille-Sud-Est et le  canton de Lille-Sud-Ouest.

### Historique des députations
| Législature     | Début de mandat | Fin de mandat   | Député élu     | Parti politique    | Observations |
| --------------- | --------------- | --------------- | -------------- | ------------------ | ------------ |
| 1re législature | 16 avril 1876   | 25 juin 1877    | Gustave Masure | Union républicaine |              |
| 2e législature  | 14 octobre 1877 | 27 octobre 1881 | Gustave Masure | Union républicaine |              |
| 3e législature  | 21 août 1881    | 9 novembre 1885 | Gustave Masure | Union démocratique |              |

## La circonscription de 1889 à 1902

### Description géographique et démographique
La deuxième circonscription de Lille était située à la périphérie de l'agglomération lilloise. Située entre la Belgique et le Pas-de-Calais, la circonscription est centrée autour de la ville de Lille. 
Elle regroupait les divisions administratives suivantes : canton de Lille-Sud-Est et le  canton de Lille-Sud-Ouest.

### Historique des députations
| Législature    | Début de mandat   | Fin de mandat   | Député élu     | Parti politique | Observations                                 |
| -------------- | ----------------- | --------------- | -------------- | --------------- | -------------------------------------------- |
| 5e législature | 22 septembre 1889 | 14 octobre 1893 | Pierre Legrand | Opportuniste    |                                              |
| 6e législature | 3 septembre 1893  | 31 mai 1898     | Ernest Loyer   |                 |                                              |
| 7e législature | 22 mai 1898       | 19 mars 1902    | Ernest Loyer   |                 | décès du député Ernest Loyer le 19 mars 1902 |

## La circonscription de 1902 à 1919

### Description géographique et démographique
La deuxième circonscription de Lille était située à la périphérie de l'agglomération lilloise. Située entre la Belgique et le Pas-de-Calais, la circonscription est centrée autour de la ville de Lille. 
Elle regroupait les divisions administratives suivantes : canton de Lille-Sud et le  canton de Lille-Sud-Ouest.

### Historique des députations
| Législature     | Début de mandat | Fin de mandat      | Député élu       | Parti politique            | Observations                                           |
| --------------- | --------------- | ------------------ | ---------------- | -------------------------- | ------------------------------------------------------ |
| 8e législature  | 11 mai 1902     | 11 mai 1902        | Pierre Lorthiois |                            | Décès du député Pierre Lorthiois le 11 mai 1902        |
| 8e législature  | 3 août 1902     | 31 mai 1906        | Auguste Bonte    | Républicains progressistes |                                                        |
| 9e législature  | 20 mai 1906     | 31 mai 1910        | Henri Ghesquière | Socialiste                 |                                                        |
| 10e législature | 8 mai 1910      | 31 mai 1914        | Henri Ghesquière | Parti socialiste           |                                                        |
| 11e législature | 10 mai 1914     | 1er septembre 1918 | Henri Ghesquière | Parti socialiste           | Décès du député Henri Ghesquière le 1er septembre 1918 |

## La circonscription de 1928 à 1940

### Description géographique et démographique
La deuxième circonscription de Lille était située à la périphérie de l'agglomération lilloise. Située entre la Belgique et le Pas-de-Calais, la circonscription est centrée autour de la ville de Lille. 
Elle regroupait les divisions administratives suivantes : canton de Lille-Sud et le  canton de Lille-Sud-Ouest.

## Historique des députations
| Législature     | Début de mandat | Fin de mandat    | Député élu     | Parti politique | Observations                                                                                    |
| --------------- | --------------- | ---------------- | -------------- | --------------- | ----------------------------------------------------------------------------------------------- |
| 14e législature | 29 avril 1928   | 31 mai 1932      | Roger Salengro | SFIO            |                                                                                                 |
| 15e législature | 8 mai 1932      | 31 mai 1936      | Roger Salengro | SFIO            |                                                                                                 |
| 16e législature | 3 mai 1936      | 18 novembre 1936 | Roger Salengro | SFIO            | Décès du député Roger salengro le 18 novembre 1936                                              |
| 16e législature | 17 janvier 1937 | 31 mai 1942      | Henri Salengro | SFIO            | Un décret de juillet 1939 a prorogé jusqu'au 31 mai 1942 le mandat des députés élus en mai 1936 |